# St.-Wenzels-Choral

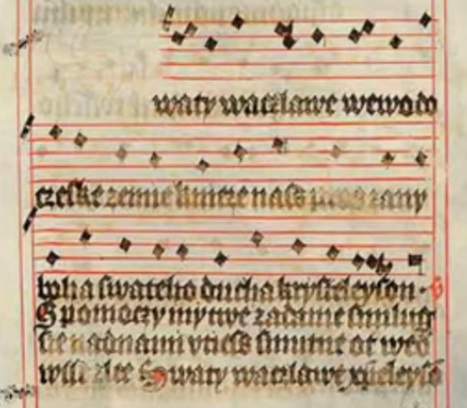
Der St.-Wenzels-Choral in einer mittelalterlichen Handschrift

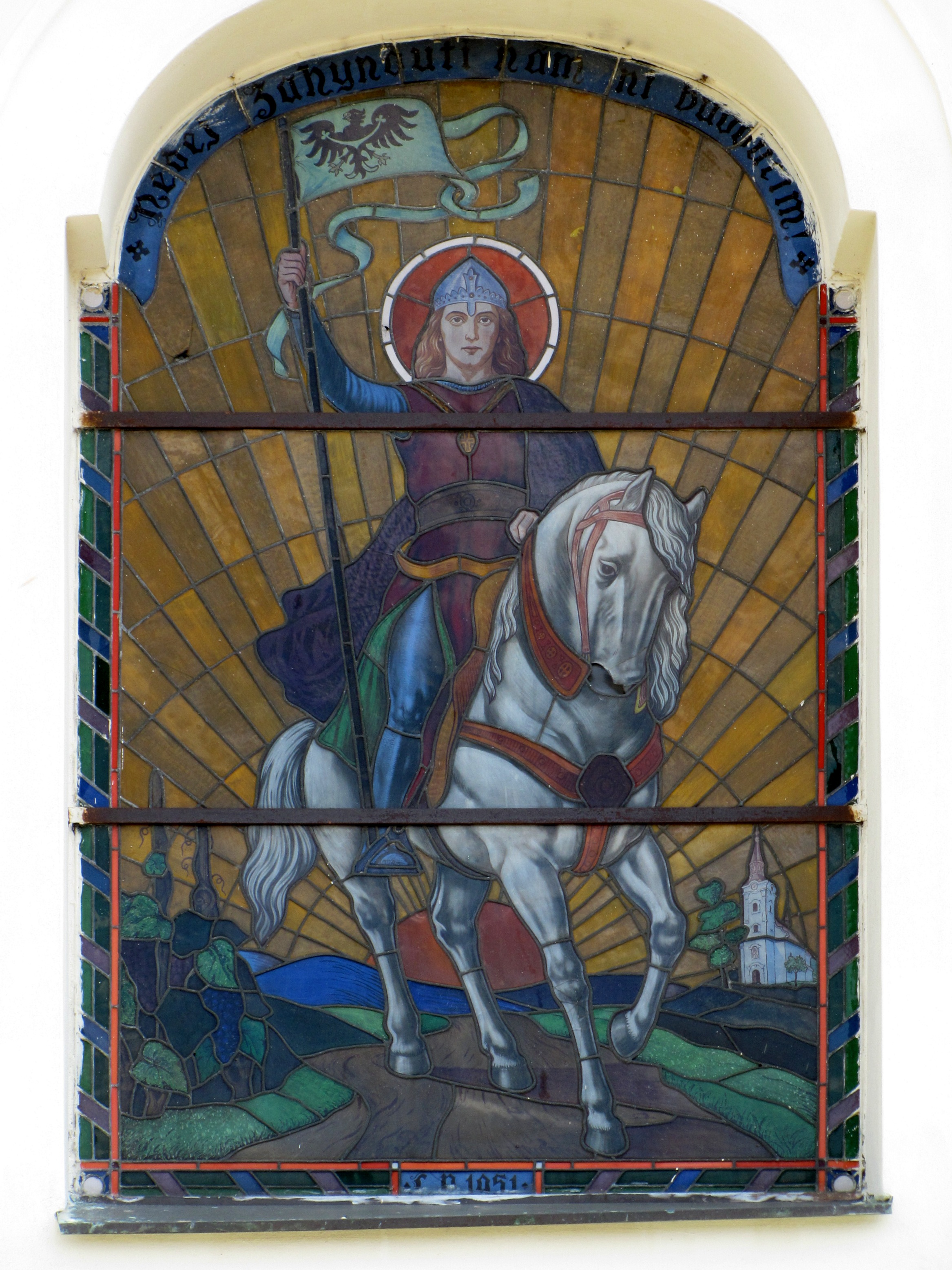
Wenzel auf dem weißen Pferd, darüber die Liedzeile: „Nedej zahynouti nám ni budoucím!“ (=Lass uns und die Künftigen nicht untergehen!), Wenzelskirche in Kostelec, Südmähren

Der St.-Wenzels-Choral (tschechisch Svatováclavský chorál) ist ein böhmischer Kirchenhymnus. Er gehört zu den ältesten bekannten tschechischen geistlichen Liedern, seine Wurzeln reichen bis in das 12. Jahrhundert.

## Geschichte
Der ursprüngliche Hymnus hat drei fünfzeilige Strophen, die jeweils mit dem Ruf Kyrie eleison enden. Es ist eine schlichte Fürbitte an den heiligen Wenzel, den Patron und Schutzheiligen Böhmens, damit er vor Gott für sein Volk eintrete, um es vor dem Bösen zu retten und ihm Heil zu geben. Nach dem Hymnus Hospodine, pomiluj ny ist es das zweitälteste musikalische Denkmal Böhmens. Ursprünge des St.-Wenzels-Chorals liegen in der slawischen Liturgie des 12. Jahrhunderts, in einer Zeit als der Wenzelskult schon stark verbreitet war. Beiden Liedern ist der Ruf Kyrie Eleison am Ende jeder Strophe gemeinsam. Der St.-Wenzels-Choral ist aber musikalisch und textlich ausgereifter als das ältere Hospodine, pomiluj ny.
Aus dem ursprünglichen Lied entstanden wahrscheinlich noch in der vorhussitischen Zeit eine 5-strophige Version und im 15. Jahrhundert dann eine 9-strophige Version. Die älteste Version mit drei Strophen wendet sich, mit St. Wenzel als Mittler, an den Heiligen Geist, den Tröster und Fürsprecher der Gläubigen (nach Röm 8,26 ). Wenzel wird als ein mächtiger Vermittler bei Gott und siegreicher Helfer seines Volkes in den irdischen Kämpfen gegen dessen Feinde gesehen. Die späteren Versionen rufen auch die Jungfrau Maria und eine Reihe böhmischer Heiliger als Mittler an.

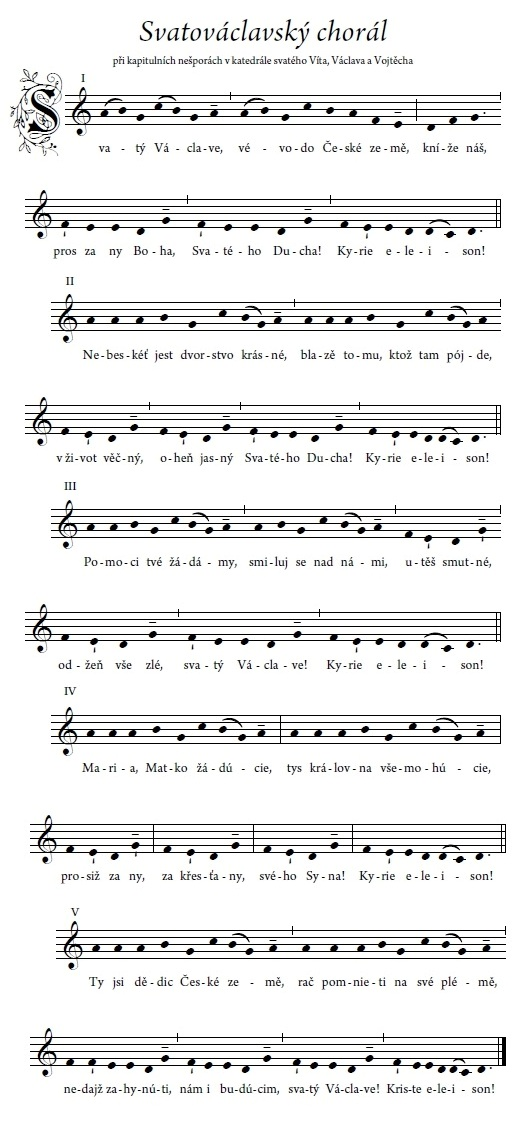
Zeitgenössische Notation, gesungen bei der Vesper im Prager Veitsdom

Der Hymnus genoss in Böhmen immer eine hohe Wertschätzung; er hat Jahrhunderte überdauert und wird auch heute regelmäßig gesungen, z. B. am Ende der katholischen Sonntagsmesse oder an bedeutenden christlichen Feiertagen. Er wurde bei wichtigen Ereignissen wie der Krönung böhmischer Könige gesungen. Jan Hus ließ das Lied bei seinen Predigten in der Prager Bethlehemskapelle singen. Schon im 13. Jahrhundert wurde es auch zum Kriegslied; die Hussiten sangen es und schrieben Strophen auf ihre Schilde. Der Hymnus wurde zum Symbol der tschechischen Staatlichkeit und zum Protest gegen die Fremdherrschaft, gerade in den Zeiten nationaler Unterdrückung nach der Niederlage in der Schlacht am Weißen Berg.
Im Jahr 1918, in den Anfängen des tschechoslowakischen Staates, wurde das Lied als ein möglicher Kandidat für die Nationalhymne diskutiert. In der neueren Zeit war es z. B. bei der Beerdigung der Präsidenten der Tschechoslowakei T. G. Masaryk und Václav Havel zu hören. Auf dem Reiterstandbild des heiligen Wenzels auf dem Prager Wenzelsplatz steht der Text aus dem St.-Wenzels-Choral: „Svatý Václave, vévodo české země, kníže náš, nedej zahynouti nám ni budoucím“ (=„Heiliger Wenzel, Herzog des böhmischen Landes, unser Fürst, lass uns und die Künftigen nicht untergehen“). Auf der tschechischen 20-Kronen-Münze ist der heilige Wenzel zu Pferde abgebildet, daneben ebenfalls der Text: „Svatý Václave nedej zahynout nám i budoucím“ (=„Heiliger Wenzel, lass uns und die Künftigen nicht untergehen“).

## Text
Die älteste bekannte Textversion liefert die in Latein verfasste Chronik von Benesch von Weitmühl (tschechisch: Beneš Krabice z Veitmile) aus dem 14. Jahrhundert.
Die bekannteste erste Strophe lautet:
| Tschechisch                                                                                 | | Deutsche Übersetzung |
| Svatý Václave, vévodo České země, kněže náš, pros za ny Boha, svatého Ducha! Kyrie eleison! | Heiliger Wenzel, Herzog des böhmischen Landes, unser Fürst, bitt’ für uns Gott, den Heiligen Geist! Kyrie Eleison! |                      |

## Musikalische Verwendung
Der Choral inspirierte einige tschechische Komponisten, musikalische Variationen zu schaffen. Bedeutende Beispiele sind:
- Josef Klička: Konzert-Fantasie für Orgel über den St. Wenzels-Choral, op. 65 (1890)[6]
- Josef Suk: Meditace na chorál Sv. Václave, op. 35a (1914)
- Pavel Haas: Suite für Oboe und Klavier, op. 17 (1939)
- Vítězslav Novák: St.-Wenzel-Triptychon, op. 70[7] (1941)
- Vladimír Hirsch: Do Not Let Us Perish (St. Wenceslaus), op. 96, a part of compilation Communion Of Saints by Brave Mysteries (2016)[8]

## Deutsche Version
Ins Deutsche wurde das Lied erst in der Neuzeit übersetzt – die älteste deutsche Übersetzung stammt vom Ende der 1. Hälfte des 17. Jahrhunderts. Eine zum Gesang geeignete Übertragung (Heil’ger König Wenzel) findet sich in dem 1912 zuerst erschienenen deutschsprachigen Gesangbuch für die Diözesen Böhmens Manna.